# 太郎と次郎〜反省ザルとボクの夢〜
『人と動物、愛のドラマスペシャル 太郎と次郎〜反省ザルとボクの夢〜』（ひととどうぶつ、あいのドラマスペシャル たろうとじろう はんせいザルとボクのゆめ）は、フジテレビ系「土曜プレミアム」（土曜21:00〜22:54）で2007年3月17日に放送された単発テレビドラマである。

## ストーリー
猿まわし芸人の村﨑太郎の半生にスポットを当てた自伝ドラマ。村﨑太郎役は坂口憲二が演じる。

## キャスト
- 村﨑太郎：坂口憲二
- 次郎：輝（ひかる、オス猿、二代目次郎の子）
- 政男（太郎の父）：武田鉄矢
- 小林（テレビディレクター）：笑福亭鶴瓶
- 犬塚（マネージャー）：河本準一（次長課長）
- 恵子：本仮屋ユイカ
- よし江：鷲尾真知子
- 白虎鬼吉：佐藤二朗 ほか

## スタッフ
- 原案：村﨑太郎
- 脚本：堤泰之
- 企画協力：太郎倶楽部
- 演出：高木健太郎
- プロデュース：栗原美和子
- 制作：フジテレビドラマ制作センター

## テーマ曲
- 『糸』：Bank Band

## その他
- ドラマの中で『笑っていいとも!』に太郎と次郎が出演するシーンがあったが、収録したのはスタジオアルタでは無く東京都内の別のスタジオだった。
- 番組の最後に、村﨑太郎本人と次郎の実際の映像が流された。